# 凡士通
凡士通轮胎和橡胶公司（Firestone Tire and Rubber Company）是哈维·凡士通1900年建立的轮胎公司。一开始该公司制造马车等当时常见的交通工具的充气轮胎，凡士通很快就认识到汽车轮胎市场的巨大潜力。凡士通公司是大批量生产轮胎的先锋，由於泛世通與福特汽车創始人亨利·福特的私人交情，讓他成為福特最早的輪胎提供商，並且同時在維修與換胎市场上活跃。1988年凡士通輪胎公司被日本普利司通輪胎買下成為子公司。但在1999年使用凡士通輪胎的福特休旅車卻發生許多爆胎和胎面脫落的車禍，造成數十人死亡，由於是原廠新車使用的新輪胎，因此凡士通輪胎公司得回收大量的輪胎，和福特汽車的長期關係也受到嚴重影響。

## 历史
凡士通的基地本来是在艾克朗，这座城市也是其最大的竞争對手固特异的大本营。1900年公司开张时有12名职员。在此后的四分之三个世纪中，凡士通与固特异一同為北美洲汽车轮胎的最大提供商。
从一开始凡士通就致力提高质量来达到其顾客的要求。这个努力获得了成效，1906年亨利·福特选择了凡士通作为美国第一个大批量汽车生产的轮胎提供商。
为了显示凡士通的优势它参加并赢得了印地安纳波利斯500大赛。凡士通一共赢得了50多次印地安纳波利斯500大赛。
1919年，凡士通在加拿大安大略省哈密尔顿设立分公司，1922年9月15日首批在加拿大生产的轮胎制成。
1957年凡士通研製出一种可以在每小時190英里的高速下运行的赛车轮胎。
1968年凡士通首次赢得一级方程式赛车。
1979年凡士通是T型胎概念的先驱。
从1980年开始凡士通开始出售不盈利的工厂，购回公司的股票，加强其汽车修理厂。1988年其汽车修理厂占公司盈利的39亿美元的近20%。此外，凡士通将其总部迁往芝加哥。
1988年凡士通被日本轮胎生产商普利司通收买。其总部在纳什维尔。
1995年凡士通重新参加印地安纳波利斯500大赛，1997年获胜，这是它第50次获胜。
1999年普利司通/凡士通在南卡罗莱纳州的艾肯开设了其最先进的轮胎工厂。

### 军用合同
1951年凡士通获得了研制MGM-5火箭的军用合同。凡士通为开始的200枚火箭获得了6,888,796美元。这种地对地导弹也被称为“陆军的胚胎”，其射程为75海里。后来它又被改造成可以携带核弹头。在冷战中这种导弹被部署在欧洲。1962年这种火箭被MGM-29取代。

### 航空製造部門
同時，泛世通曾經在收購G & A Aircraft後，擁有飛機製造部門，並順勢推出XR-9直升機。但在銷售不如預期後（預購單數不足），關閉了其飛機製造部門。

### 屋顶材料
凡士通还生产屋顶材料。这种材料广泛在北美在倾斜度不高的屋顶上使用，其原料中的54%是回收材料。丹佛国际机场的屋顶也是使用凡士通的屋顶材料建的。